# Allerton Mauleverer with Hopperton
Allerton Mauleverer with Hopperton – civil parish w Anglii, w North Yorkshire, w dystrykcie (unitary authority) North Yorkshire. W 2011 civil parish liczyła 150 mieszkańców. W obszar civil parish wchodzą także Allerton Mauleverer i Hopperton.